# Gehelmde Minerva
De Gehelmde Minerva is een plastiek van terracotta, vervaardigd in 1886 door de Antwerpse beeldhouwer Jan Frans Deckers. Het bevindt zich in het Koninklijk Museum voor Schone Kunsten Antwerpen als bruikleen van het Erfgoedfonds. Het maakte deel uit van de privécollectie van Charles Van Herck.

## Iconografie
Dit neoclassicistisch beeld stelt Minerva voor, een belangrijke godin uit het oude Rome, beschermster van wetenschap en kunst. Een van haar meest opvallende attributen is een wapenrusting, bestaande uit een helm en een aegis (borstpantser met gorgoneion), en een speer (verdwenen) in de rechterhand. Ze kijkt naar een wapenschild dat een brandend gebouw vertoont. Minerva zit op een blok met aan de zijkant het wapen van Antwerpen. Men kan aannemen dat Deckers dit beeldje ontwierp voor een specifieke Antwerpse instelling.

## Geschiedenis
Het werk kwam terecht in de privéverzameling van Charles Van Herck (inventarisnummer: inv 107). In 1997 werd het werk verworven door het Erfgoedfonds van de Koning Boudewijnstichting waarna het in bruikleen werd toevertrouwd aan het KMSKA sedert 2000 (inventarisnummer: IBOO.084).